# Neelus murinus
Neelus murinus är en urinsektsart som beskrevs av James P. Folsom 1896. Neelus murinus ingår i släktet Neelus och familjen dvärghoppstjärtar. Arten är reproducerande i Sverige. Inga underarter finns listade i Catalogue of Life.